# Gastronomia del Vallès
La cuina del Vallès, o la cuina vallesana comprèn tot el menjar i les begudes típiques de la cuina vallesana.
El Vallès, com a comarca natural, està configurat per una plana, part de la Depressió Prelitoral, que limita a l'oest pel riu Llobregat i a l'est per encaixonada entre el Pirineu, la serra de les Gavarres i les muntanyes del litoral de la Selva.

## Plats típics del Vallès[1]
- Carquinyolis, de Caldes de Montbui.
- Borregos, a Cardedeu.
- Pedres del Montseny.
- Garrics de la Garriga.
- Codinets de Sant Feliu
- Celonins, dolços fets de galets, xocolates i ametlla. Representen les dues muntanyes que envolten Sant Celoni, el Montseny i el Montnegre, fets amb xocolata blanca i negra respectivament.
- Palaudina de Terrassa
- Coca de vidre
- Galetes de Sant Llorenç
- Belgues de Sabadell

## Denominacions d'origen
Al Vallès es troben dues denominacions d'origen:
- DO Mongeta del Ganxet (Phaseolus vulgaris L.): mongeta seca, de mida mitjana i en forma de ganxo.[1][2][3]
- DO Alella: la Denominació d'Origen Alella està conformada per vinyes situades entre el mar Mediterrani i la serralada Litoral.[4][1]

## Fires i festes gastronòmiques
- Festa del Most: fira vinícola de Sant Quirze del Vallès.[5]
- Mostra Gastronòmica a Sant Quirze del Vallès.[6][7]
- Mostra Gastronòmica a Castellar del Vallès.[8]